# Tom Reynolds
Tom Reynolds (Londres, 9 de agosto de 1866 – 25 de julho de 1942) foi uma ator britânico da era do cinema mudo.

## Filmografia selecionada
- The Lyons Mail (1916)
- Onward Christian Soldiers (1918)
- A Member of Tattersall's (1919)
- The Right Element (1919)
- Mrs. Thompson (1919)
- The Winning Goal (1920)
- Aunt Rachel (1920)
- The Pride of the Fancy (1920)
- The Last Rose of Summer (1920)
- Tilly of Bloomsbury (1921)
- The Magistrate (1921)
- For Her Father's Sake (1921)
- Mr. Pim Passes By (1921)
- The Knockout (1923)
- She (1925)
- A Royal Divorce (1926)